# Mniejszość Niemiecka (komitet wyborczy)

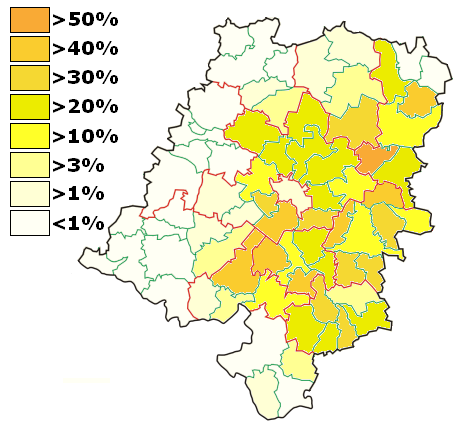
Głosy na listę Mniejszości Niemieckiej w wyborach parlamentarnych w 2007 w poszczególnych gminach województwa opolskiego

Mniejszość Niemiecka (niem. Wahlkomitee Deutsche Minderheit) – nazwa komitetu wyborczego wyborców mniejszości niemieckiej na Śląsku Opolskim tworzonego przez Towarzystwo Społeczno-Kulturalne Niemców na Śląsku Opolskim. Jako komitet mniejszości narodowej jest zwolniony z pięcioprocentowego progu wyborczego.
W 2017 działacze mniejszości niemieckiej zdecydowali o powołaniu partii pod nazwą Regionalna. Mniejszość z Większością (Regionalna, RMW). Została ona zarejestrowana 6 lutego 2018. Jej przewodniczącym był Ryszard Galla, wiceprzewodniczącymi Łukasz Jastrzembski i Roman Kolek, a skarbnikiem Andrzej Kasiura. 7 grudnia 2023 kongres partii podjął decyzję o jej rozwiązaniu z dniem 30 grudnia tego samego roku. Formalnie partia została wyrejestrowana przez Sąd Okręgowy w Warszawie 18 listopada 2024.

## Parlamentarzyści Mniejszości Niemieckiej

### Posłowie
- Georg Brylka (1991–1992)
- Erhard Bastek (1991–1993)
- Willibald Fabian (1991–1993)
- Bruno Kosak (1991–1993)
- Antoni Kost (1991–1993)
- Edward Flak (1992–1993)
- Joachim Czernek (1993–1997)
- Roman Kurzbauer (1993–1997, członek UP)
- Helmut Paździor (1991–2005)
- Henryk Kroll (1991–2007)
- Ryszard Galla (2005–2023, członek RMW od 2018)

### Senator
- Gerhard Bartodziej (1991–1997)

## Poparcie w wyborach (MN Śląska Opolskiego)

### Wybory parlamentarne
| Wybory | Sejm                                                             | Sejm       | Sejm  | Sejm    | Sejm    | Senat   | Senat   |
| Wybory | Głosy                                                            | Głosy      | Głosy | Mandaty | Mandaty | Mandaty | Mandaty |
| Wybory | Liczba                                                           | %          | +/–   | Liczba  | +/–     | Liczba  | +/–     |
| ------ | ---------------------------------------------------------------- | ---------- | ----- | ------- | ------- | ------- | ------- |
| 1991   | 132 059                                                          | 1,18 (15.) | —     | 7/460   | —       | 1/100   | —       |
| 1993   | 60 770                                                           | 0,44 (16.) | 0,74  | 3/460   | 4       | 1/100   |         |
| 1993   | Jako Mniejszość Niemiecka Śląska Opolskiego                      |            |       |         |         |         |         |
| 1997   | 51 027                                                           | 0,39 (11.) | 0,02  | 2/460   | 1       | 0/100   | 1       |
| 1997   | Jako Towarzystwo Społeczno-Kulturalne Niemców na Śląsku Opolskim |            |       |         |         |         | 1       |
| 2001   | 47 230                                                           | 0,36 (10.) | 0,03  | 2/460   |         | 0/100   |         |
| 2005   | 34 469                                                           | 0,29 (12.) | 0,07  | 2/460   |         | 0/100   |         |
| 2007   | 32 462                                                           | 0,20 (9.)  | 0,09  | 1/460   | 1       | 0/100   |         |
| 2011   | 28 014                                                           | 0,19 (10.) | 0,01  | 1/460   |         | 0/100   |         |
| 2015   | 27 530                                                           | 0,18 (10.) | 0,01  | 1/460   |         | 0/100   |         |
| 2019   | 32 094                                                           | 0,17 (7.)  | 0,01  | 1/460   |         | 0/100   |         |
| 2023   | 25 778                                                           | 0,12 (8.)  | 0,05  | 0/460   | 1       | 0/100   |         |

### Sejmik Województwa Opolskiego
| Wybory | Głosy                    | Głosy      | Głosy | Mandaty | Mandaty |
| Wybory | Liczba                   | %          | +/–   | Liczba  | +/–     |
| ------ | ------------------------ | ---------- | ----- | ------- | ------- |
| 1998   | 67 921                   | 21,15 (2.) | —     | 13/45   | —       |
| 2002   | 54 385                   | 18,61 (2.) | 2,44  | 7/30    | 6       |
| 2006   | 49 131                   | 17,30 (3.) | 1,31  | 7/30    |         |
| 2010   | 53 670                   | 17,77 (2.) | 0,47  | 6/30    | 1       |
| 2014   | 41 889                   | 14,90 (4.) | 2,87  | 7/30    | 1       |
| 2018   | 52 431                   | 14,64 (3.) | 0,26  | 5/30    | 2       |
| 2024   | 53 338                   | 16,22 (3.) | 1,58  | 5/30    |         |
| 2024   | Jako Śląscy Samorządowcy |            |       |         |         |

## Inne komitety wyborcze mniejszości niemieckiej w wyborach do Sejmu RP

### Towarzystwo Społeczno-Kulturalne Niemców Województwa Katowickiego
| Wybory | Sejm   | Sejm  | Sejm  | Sejm    | Sejm    |
| Wybory | Głosy  | Głosy | Głosy | Mandaty | Mandaty |
| Wybory | Liczba | %     | +/–   | Liczba  | +/–     |
| ------ | ------ | ----- | ----- | ------- | ------- |
| 1993   | 23 396 | 0,17  |       | 1/460   | 1       |
| 1997   | 16 724 | 0,13  | 0,04  | 0/460   | 1       |

### Towarzystwo Społeczno-Kulturalne Niemców Województwa Częstochowskiego
| Wybory | Sejm   | Sejm  | Sejm  | Sejm    | Sejm    |
| Wybory | Głosy  | Głosy | Głosy | Mandaty | Mandaty |
| Wybory | Liczba | %     | +/–   | Liczba  | +/–     |
| ------ | ------ | ----- | ----- | ------- | ------- |
| 1993   | 10 068 | 0,07  |       | 0/460   |         |
| 1997   | 6206   | 0,05  | 0,02  | 0/460   |         |

### Niemiecka Wspólnota Robotnicza Pojednanie i Przyszłość
| Wybory | Sejm                                        | Sejm  | Sejm  | Sejm    | Sejm    |
| Wybory | Głosy                                       | Głosy | Głosy | Mandaty | Mandaty |
| Wybory | Liczba                                      | %     | +/–   | Liczba  | +/–     |
| ------ | ------------------------------------------- | ----- | ----- | ------- | ------- |
| 1991   | 6108                                        | 0,05  |       | 0/460   |         |
| 1993   | 13 776                                      | 0,10  | 0,05  | 0/460   |         |
| 1997   | 3663                                        | 0,03  | 0,07  | 0/460   |         |
| 2001   | 8024                                        | 0,06  | 0,03  | 0/460   |         |
| 2001   | Jako Mniejszość Niemiecka Śląska Opolskiego |       |       |         |         |
| 2005   | 5581                                        | 0,05  | 0,01  | 0/460   |         |
| 2005   | Jako KWW Mniejszości Niemieckiej Śląska     |       |       |         |         |

### Mniejszość Niemiecka Województwa Olsztyńskiego
| Wybory | Sejm   | Sejm  | Sejm  | Sejm    | Sejm    |
| Wybory | Głosy  | Głosy | Głosy | Mandaty | Mandaty |
| Wybory | Liczba | %     | +/–   | Liczba  | +/–     |
| ------ | ------ | ----- | ----- | ------- | ------- |
| 1993   | 2444   | 0,02  |       | 0/460   |         |
| 1997   | 1729   | 0,01  | 0,01  | 0/460   |         |

### Związek Stowarzyszeń Mniejszości Niemieckiej Województwa Elbląskiego
| Wybory | Sejm   | Sejm  | Sejm  | Sejm    | Sejm    |
| Wybory | Głosy  | Głosy | Głosy | Mandaty | Mandaty |
| Wybory | Liczba | %     | +/–   | Liczba  | +/–     |
| ------ | ------ | ----- | ----- | ------- | ------- |
| 1997   | 614    | 0,01  |       | 0/460   |         |